# JEUS
JEUS (аббревиатура Java Enterprise User Solution — пользовательский набор компонент Java Enterprise) — Корейский сервер приложений, разрабатываемый компанией TmaxSoft. Он был использован в составе веб-систем многих компаний наряду с WebtoB (веб-сервером TmaxSoft) и удерживает в Корее наибольшую долю рынка на 2008 год.
TmaxSoft выпустила JEUS 1.0 в 2000 году. В 2001 JEUS 3.0 был сертифицирован под спецификацию J2EE 1.2. В 2013 году JEUS 8 был первым сертифицирован под требования спецификации Java EE 7.

## История
Набор JEUS был начат в апреле 2000 года. Следующая таблица показывает список версий и даты выпусков:
| Продукт/Версия | 1.0     | 2.0     | 3.0     | 4.0     | 5.0     | 6.0     | 7.0     | 8.0     |
| -------------- | ------- | ------- | ------- | ------- | ------- | ------- | ------- | ------- |
| JEUS           | 04.2000 | 02.2001 | 05.2002 | 03.2003 | 05.2005 | 06.2007 | 06.2012 | 08.2013 |

## Возможности
JEUS 7 предоставляет следующие возможности:
- Поддержка облачной архитектуры
- Доменная архитектура: JEUS 7 поддерживает среду вычислений больших масштабов с легковесной и скоростной распределённой кластеризацией.

- Динамическая кластеризация: Основная функция, обеспечивающая быструю адаптацию, которая позволяет администратору просто добавлять и удалять простаивающие ресурсы, когда потребуется.

- Изящное развёртывание: Когда во время эксплуатации требуется переразвёртывание приложения, предоставляется непрерывная среда служб, гарантируя завершение обработки запросов сессии до переразвёртывания.

- Объединённый кэш: Превосходная производительность обеспечивается для крупномасштабных запросов за счет улучшенной функции кэширования. Память управляется эффективно за счет использования оптимизированного алгоритма LRU, увеличивающего производительность.

- Устойчивая обработка крупномасштабных транзакций: При соединении с сервером WebtoB проявляется способность устойчивой обработки крупномасштабных транзакций за счет мультиплексного ввода/вывода, очереди запросов, динамической балансировки нагрузки и коммуникации через потоковый канал.

- Горячая замена: За счёт перезагрузки только изменений в классе вместо всего класса при изменении функции продуктивность разработки значительно увеличивается.

## Сертификация Java EE
- JEUS 3.0 : сертифицирован для J2EE 1.2, 2002[2]
- JEUS 4.0 : сертифицирован для J2EE 1.3, 2004[5]
- JEUS 5.0 : сертифицирован для J2EE 1.4, 2005[6]
- JEUS 6.0 : сертифицирован для Java EE 5, 2007[7]
- JEUS 7.0 : сертифицирован для Java EE 6, 2012[8]
- JEUS 8.0 : сертифицирован для Java EE 7, 2013[3][4]

## Минимальные требования для установки
Далее перечислены минимальные требования для JEUS
Windows 2000, 2003, XP, Vista
- 500MB или более места на жёстком диске
- 128MB оперативной памяти

Solaris, HP-UX, AIX, Linux
- 500MB или более места на жёстком диске

## Редакции
Доступно две редакции JEUS:
- Стандартная
- Корпоративная

## Поддержка спецификаций версиями
| Спецификация           | Jeus 4.2                          | Jeus 5                   | Jeus 6                   |
| ---------------------- | --------------------------------- | ------------------------ | ------------------------ |
| J2EE                   | J2EE 1.3                          | J2EE 1.4                 | Java EE 5                |
| HTTP                   | 1.0/1.1                           | 1.0/1.1                  | 1.0/1.1                  |
| CGI                    | 1.1                               | 1.1                      | 1.1                      |
| PHP                    | 3.x/4.x                           | 3.x/4.x                  | 3.x/4.x/5.x              |
| SSL                    | SSL2/SSL3/TLS1                    | SSL2/SSL3/TLS1           | SSL2/SSL3/TLS1           |
| EJB                    | 2.0 (2.1 частично)                | 2.1                      | 2.1                      |
| Java persistence API   | -                                 | -                        | 1.0                      |
| RMI-IOP                | Поддерживается                    | Поддерживается           | Поддерживается           |
| Deployment API         | -                                 | 1.1                      | 1.2                      |
| JSP                    | 1.2                               | 2.0                      | 2.1                      |
| Servlet                | 2.3                               | 2.4                      | 2.5                      |
| JSF                    | -                                 | -                        | 1.2                      |
| JSTL                   | -                                 | -                        | 1.2                      |
| JTA                    | 1.0.1B                            | 1.0.1B                   | 1.1                      |
| JTS                    | 1.0                               | 1.0                      | 1.0                      |
| JMS                    | 1.1                               | 1.1                      | 1.1                      |
| JNDI                   | 1.2.1                             | 1.2.1                    | 1.2.1                    |
| JDBC                   | 3.0                               | 3.0                      | 3.0                      |
| JAAS                   | 1.0.1                             | 1.0.1                    | 1.0.1                    |
| JCA (Connector)        | 1.0                               | 1.5                      | 1.5                      |
| SAAJ                   | 1.1/1.2                           | 1.1/1.2                  | 1.3                      |
| JACC                   | Недоступно                        | 1.0                      | 1.0                      |
| SOAP                   | 1.1                               | 1.1/1.2                  | 1.1/1.2                  |
| WSDL                   | 1.1                               | 1.1                      | 1.1                      |
| UDDI                   | 2.0                               | 2.0/3.0                  | 2.0/3.0                  |
| JAX-RPC                | 1.0                               | 1.1                      | 1.1                      |
| JAX-WS                 | -                                 | -                        | 2.1                      |
| Web Service Metadata   | -                                 | -                        | 2.0                      |
| WS-Addressing          | -                                 | -                        | 1.0                      |
| WS-Reliable Messaging  | -                                 | -                        | 1.1                      |
| WS-Security            | -                                 | 1.0                      | 1.0/1.1                  |
| WS-Policy              | -                                 | -                        | 1.0                      |
| WS-Security Policy     | -                                 | -                        | 1.2                      |
| WS-Trust               | -                                 | -                        | 1.3                      |
| WS-Secure Conversation | -                                 | -                        | 1.3                      |
| WS-Policy Attachment   | -                                 | -                        | 1.0                      |
| JAF                    | -                                 | 1.0.2                    | 1.0.2                    |
| JAXB                   | -                                 | 1.0                      | 2.1                      |
| JAXP                   | 1.0                               | 1.2                      | 1.2                      |
| JAXR                   | -                                 | 1.0                      | 1.0                      |
| XSLT                   | 1.0                               | 1.0                      | 1.0                      |
| Java IDL API           | -                                 | Поддерживается           | Поддерживается           |
| OTS                    | Не поддерживается                 | Поддерживается           | Поддерживается           |
| IDE Tool               | Поддерживается                    | Поддерживается           | Поддерживается           |
| GUI Tool               | JManager                          | JUESBuilder              | Не поддерживается        |
| Web Tool               | WebManager                        | WebManager               | WebManager               |
| J2EE Management        | -                                 | 1.0                      | 1.1                      |
| Инструмент контроля    | Jmanager, WebManager Console Tool | Console Tool, WebManager | Console Tool, WebManager |
| JDK                    | 1.3/1.4                           | 1.4/5.0                  | 5.0/6.0                  |

## Конкурирующие продукты
- WebLogic: производство Oracle. США
- WebSphere: производство IBM. США
- WildFly: производство Red Hat. США
- TomEE: производство Apache Foundation.